# 汾城縣
汾城縣，在山西省臨汾縣西南一百零五里。
漢臨汾縣地；北魏析置泰平縣；北周改太平縣；隋以後因之；明、清皆屬山西平陽府；民國三年（1914年）一月，因與安徽、浙江、四川、江蘇四省太平县重複，改名汾城，六月，劃屬山西河東道，縣東有汾水，南有臨汾城故名，國民政府成立廢道，直屬山西省政府。1954年，与襄陵县合并为襄汾县。